# Maria Kwaśniewska
Maria Jadwiga Kwaśniewska-Maleszewska (Łódź, 1913. augusztus 15. – Varsó, 2007. október 17.) olimpiai bronzérmes lengyel atléta, gerelyhajító.

## Pályafutása
Pályafutása alatt egy olimpián szerepelt. 1936-ban a Berlinben rendezett játékokon, a gerelyhajítás számában indult. 41,80-as eredménnyel végül harmadikként zárt két német, Tilly Fleischer és Lies Krüger mögött.
A második világháború alatt aktív tagja volt titkos náciellenes mozgalmaknak, és több zsidón segített ez idő alatt. [forrás?]
1946-ban részt vett a háború utáni első Európa-bajnokságon, ahol gerelyhajításban hatodik, míg súlylökésben hetedik lett.
A Powązki temetőben nyugszik.

## Egyéni legjobbjai
- Gerelyhajítás - 44,03 méter (1936)